# 石川准
石川 准（いしかわ じゅん、1956年9月 - ）は、日本の社会学者（アイデンティティ論・障害学・感情社会学）、支援技術開発者。学位は博士（社会学）（東京大学・1995年）。静岡県立大学名誉教授。
内閣府障害者政策委員会委員長、国連障害者権利委員会副委員長、全国高等教育障害学生支援協議会代表理事などを歴任した。

## 概要
アイデンティティ論、障害学、感情社会学を専攻する富山県出身の社会学者である。障害者政策や支援技術の専門家としても活動した。全盲で初めて東京大学に入学した学生としても知られている。静岡県立大学の国際関係学部にて教鞭を執るとともに、内閣府にて障害者政策委員会の委員長を務めるなど、公職も多く務めた。2016年の障害者権利条約締約国会合において実施された障害者権利委員会委員選挙にて当選を果たし、翌年より委員を務め、2019年には副委員長に就任した。全国高等教育障害学生支援協議会では代表理事を務め、障害学会では会長を務めている。また、支援工学分野の研究開発者として視覚障害者向けのソフトウェアを多数開発しており、静岡県立大学発のベンチャー企業であるエクストラでは代表取締役を務めている。

## 来歴
富山県魚津市出身。16歳の時に網膜剥離のため失明し、それ以後は全盲である。筑波大学附属視覚特別支援学校高等部を経て東京大学に進学し、文学部の社会学科にて学んだ。全盲の学生が東京大学に入学したのは史上初めてである。1981年3月、東京大学を卒業した。
そのまま東京大学の大学院に進学し、社会学研究科の社会学A専攻にて学んだ。1983年3月、東京大学の大学院における修士課程を修了した。また、1987年3月には博士課程を単位取得退学した。なお、1983年8月から1984年5月にかけてニューヨーク州立大学ストーニーブルック校に留学しており、社会学大学院の博士課程にて学んでいた。後年、博士論文を執筆し、1995年に東京大学より博士（社会学）の学位を授与されている。

## 研究
社会学者として、アイデンティティ論・障害学・感情社会学を専門とする。また、視覚障害分野の支援技術研究・開発も行っている。障害学会初代会長。

## 略歴
- 1956年 - 富山県魚津市にて誕生。
- 1981年 - 東京大学文学部卒業。

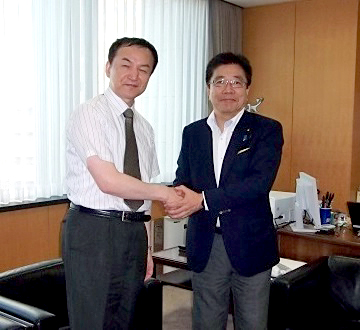
2016年7月29日、内閣府特命担当大臣（男女共同参画担当）加藤勝信（右）と

- 1983年 - 東京大学大学院社会学研究科修士課程修了。
- 1984年 - ニューヨーク州立大学ストーニーブルック校大学院博士課程留学。
- 1987年 - 東京大学大学院社会学研究科博士課程単位取得退学。
- 1989年 - 静岡県立大学国際関係学部講師。
- 1994年 - 静岡県立大学国際関係学部助教授。
- 1997年 - 静岡県立大学国際関係学部教授。
- 2003年 - 障害学会会長。
- 2009年 - 内閣府中央障害者施策推進協議会会長。
- 2012年 - 内閣府障害者政策委員会委員長。
- 2015年 - 東京大学先端科学技術研究センター特任教授。
- 2017年 - 国連障害者権利委員会委員。
- 2019年 - 国連障害者権利委員会副委員長。
- 2022年 - 静岡県立大学退職。

## 賞歴
- 2000年 - 情報化促進貢献個人等表彰　通商産業大臣表彰。
- 2008年 - 近藤正秋賞。
- 2009年 - 本間一夫文化賞。
- 2012年 - 塙保己一賞・大賞。
- 2023年 - 鳥居賞。

## 研究テーマ

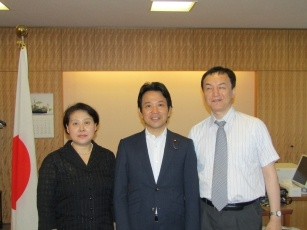
2016年7月22日、虎ノ門法律経済事務所パートナー大谷美紀子（左）、外務大臣政務官濵地雅一（中央）と

### 社会学分野
- 存在証明、アイデンティティ・ポリティクス
- 障害学 (disability studies)
- アクセシビリティ
- 感情労働

### 支援工学分野
- 自動点訳
- スクリーンリーダー
- GPS歩行支援
- 点字携帯端末

## 著書
- 『身体をめぐるレッスン3：脈打つ身体』岩波書店 2007（編著）
- 『見えないものと見えるもの』医学書院 2004（単著）
- 『障害学の主張』明石書店 2002（編著）
- 『人はなぜ認められたいのか』旬報社 1999（単著）
- 『障害学への招待：社会、文化、ディスアビリティ』明石書店 1999（編著）
- 『感情の社会学：エモーションコンシャスな時代』世界思想社 1997（共著）
- 『アイデンティティ・ゲーム：存在証明の社会学』新評論 1992（単著）

## 訳書
- 『即興の文化：アメリカ黒人の鼓動が聞こえる』新評論 1994

Thomas kochman,1981,Black and White Styles in Conflict, The University of Chicago Press. 
- 『管理される心：感情が商品になるとき』世界思想社 2000

Arlie R. Hochschild,1983,The Managed Heart',  The University of California Press

## 主要論文

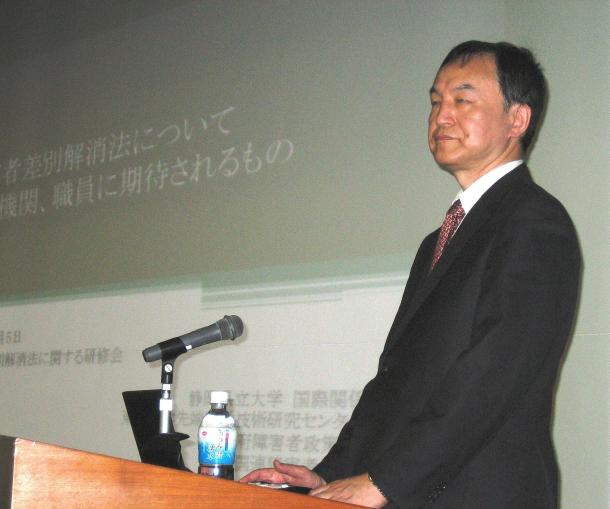
2017年12月5日、障害者差別解消法に関する研修会にて

- 『ディスアビリティの政治学―障害者運動から障害学へ』（社会学評論）2000, 200 154-170
- 『感情管理社会の感情言説―作為的でも自然でもないもの』（思想）岩波書店,2000
- 『社会運動の戦略的ディレンマ：制度変革と自己変革の狭間で』（社会学評論）1998,154：53-67
- 『逸脱の政治：スティグマを貼られた人々のアイデンティティ管理』（思想）1985,736：107-126

## 開発コンピュータ・ソフトウェア
- 自動点訳ソフトウェア　EXTRA for Windows
- Windows用音声点字エディタ／ブラウザ／メーラー　ALTAIR

- 視覚障害者歩行支援ソフトウエア　GPSレーダー
- Windowsスクリーンリーダー　JAWS for Windows（日本語移植）
- 点字携帯端末　ブレイルセンスシリーズ（日本語移植）
- 視覚障害者歩行支援機器　トレッカーブリーズ（日本語移植）